# Dalibor Štambera
Dalibor Štambera (* 1. května 1960) je bývalý český politik, v 90. letech 20. století poslanec České národní rady a Poslanecké sněmovny za Hnutí za samosprávnou demokracii - Společnost pro Moravu a Slezsko, později za Českomoravskou unii středu, které v letech 1996-1997 předsedal, v letech 2004-2005 náměstek ministryně zdravotnictví.

## Biografie
Vstudoval lékařskou fakultu Univerzity Jana Evangelisty Purkyně v Brně. Pracoval pak v nemocnicích v Třebíči a Znojmě a v Masarykově onkologickém ústavu v Brně. Prodělal též dvouleté postgraduální studium na Vysoké škole ekonomické, obor
státní správa a samospráva.
Počátkem 90. let 20. století se zapojil do politiky. Ve volbách v roce 1992 byl zvolen do České národní rady za HSD-SMS (volební obvod Jihomoravský kraj). Zasedal ve výboru pro sociální politiku a zdravotnictví. Od vzniku samostatné České republiky v lednu 1993 byla ČNR transformována na Poslaneckou sněmovnu Parlamentu České republiky. V ní setrval do konce funkčního období, tedy do voleb v roce 1996. Po celé období let 1992-1996 byl místopředsedou poslaneckého klubu HSD-SMS, respektive nástupnické ČMUS.
Ještě počátkem června 1996, bezprostředně poté, co ČMUS neuspěla ve sněmovních volbách, se Štambera vyjadřoval ohledně své budoucnosti v tom smyslu, že se vrátí k profesi lékaře a otázku setrvání v politice považoval za předčasnou. Když ale po volbách rezignoval její předseda Jan Jegla, novým předsedou Českomoravské unie středu se 29. června 1996 stal Dalibor Štambera. Ve funkci předsedy ČMUS dohodl již počátkem července 1996 vznik aliance, do které se zapojila ČMUS, Moravská národní strana a Hnutí samosprávné Moravy a Slezska. Ta se pod názvem Moravskoslezská koalice neúspěšně zúčastnila senátních voleb na podzim 1996. Ve funkci předsedy Českomoravské unie středu setrval do dubna 1997, kdy se ČMUS sloučila s Moravskou národní stranou, čímž vznikla Moravská demokratická strana.
Štambera v Moravské demokratické straně zastával post jejího místopředsedy, ve straně ale setrval jen do února 1998, kdy ukončil členství kvůli dlouhodobé nespokojenosti s činností strany a připomínkám k jejímu hospodaření. V té době se profesně uvádí jako lékař v znojemské nemocnici.
Angažoval se i v komunální politice. V komunálních volbách roku 1994 neúspěšně kandidoval za ČMUS do zastupitelstva města Znojmo. V komunálních volbách roku 1998 byl do zastupitelstva z druhého místa zvolen, nyní jako bezpartijní za Unii svobody. Profesně je uváděn coby ředitel OP VZP. V komunálních volbách roku 2002 mandát obhajoval, nyní již jako člen KDU-ČSL na kandidátce subjektu Cesta změny, ale nebyl zvolen.
Později byl i členem SPOZ, za kterou neúspěšně kandidoval v komunálních volbách roku 2010 do zastupitelstva obce Vrbovec, jakož i ve volbách do zastupitelstva Jihomoravského kraje v roce 2012.
V roce 2001 spolu s dvěma přáteli vyrazil na cestu na bicyklu do Chorvatska. 900 kilometrů hodlali ujet za čtyři dny. Byl tehdy ředitelem znojemské pobočky VZP, přičemž tuto funkci zastával od roku 1998.
V prosinci 2004 ho ministryně zdravotnictví Milada Emmerová jmenovala svým náměstkem. Z funkce ho ministryně odvolala počátkem května 2005 bez udání důvodu. Nahradil ho Jiří Koskuba.